# 인천글로벌캠퍼스

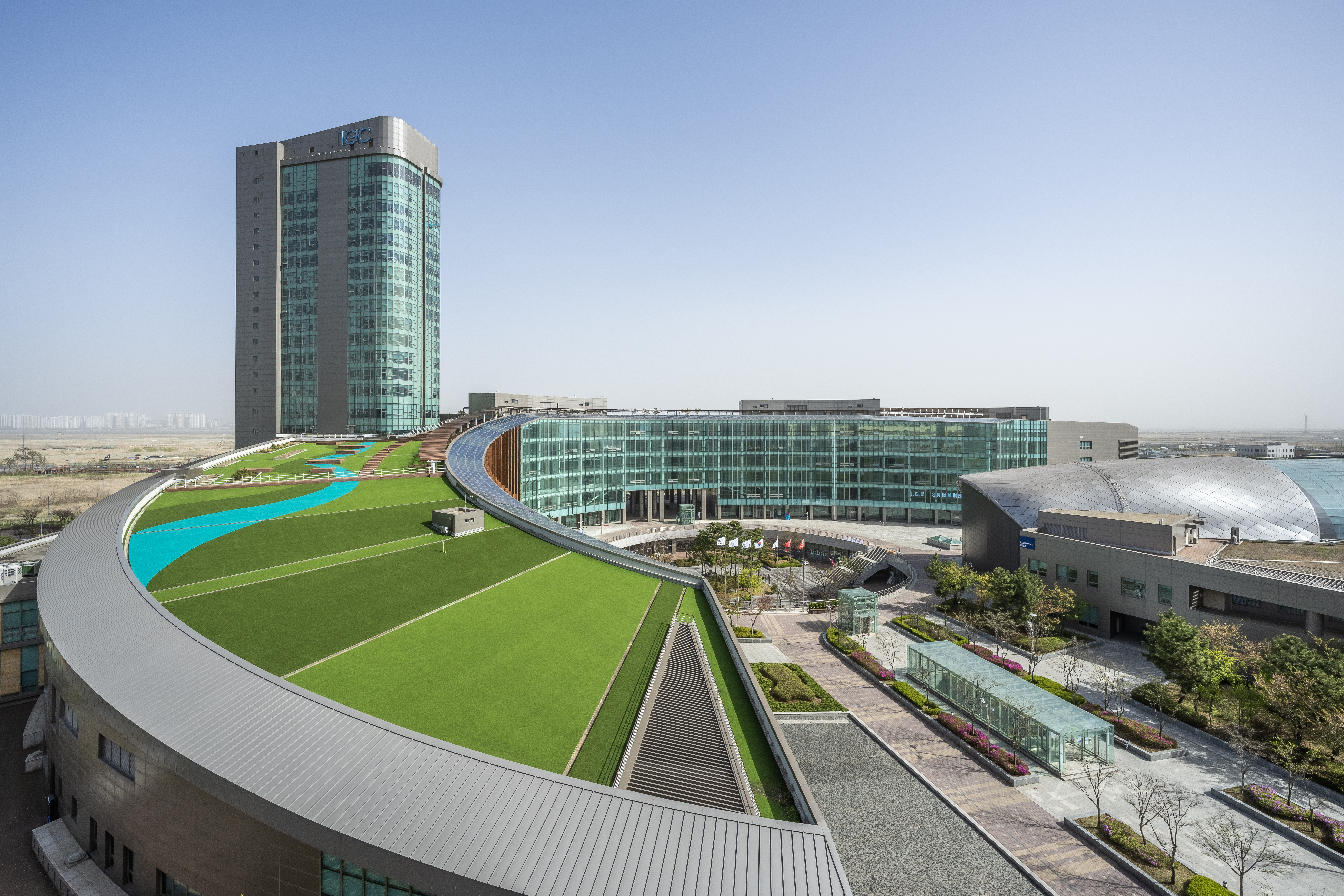
인천글로벌캠퍼스(IGC) 전경

인천 글로벌 캠퍼스(영문: Incheon Global Campus, 약칭: IGC)는 대한민국 정부와 인천광역시가 외국 10개 명문대학 유치를 목표로 송도국제도시 첨단산업 클러스터(5, 7공구) 내 교육연구용지에 설립한 캠퍼스이다.
인천글로벌캠퍼스는 인천경제자유구역의 교육과 연구 인프라 확충을 위해 2009년부터 2015년까지 정부와 인천시, 민간자본 총 5,199억원을 들여 세계 수준의 글로벌 교육 허브로 조성되었다.
2012년 뉴욕주립대 스토니브룩의 개교를 시작으로, 2014년 조지메이슨대, 겐트대, 유타대, 2017년 뉴욕주립대 FIT 등 5개의 외국대학이 개교하여 국내 최초로 고등교육기관 중심의 글로벌 연합 캠퍼스가 탄생한 것이다.
다른 경제자유구역은 외국교육기관이 폐교했지만 인천경제자유구역의 인천글로벌캠퍼스는 5개교나 외국교육기관을 유치했다는 점에서 큰 의미가 있다.
4년 내내 본교 교수님들이 직접 강의를 하고 영어로 수업이 진행되는 점, 모든 학사 운영을 홈 캠퍼스에서 직접 진행하며 홈 캠퍼스와 동일한 행정 시스템 아래 운영되는 점에서 분교가 아닌 확장형 캠퍼스가 맞으며 졸업증명서와 성적증명서 등이 본교와 모두 동일하게 발급된다.
입학시 학교마다 요구하는 공인영어시험 성적을 확보해야 하고 무엇보다 고등학교 내신성적, 에세이가 가장 중요하다.
2021년 6월에는 스탠퍼드 대학교의 부설연구소인 스탠퍼드 센터가 개소하여 스마트시티의 각종 인프라와 첨단시스템을 접목한 다양한 연구개발을 추진하고 있다. 스탠퍼드 대학교는 2022년 영국의 대학평가기관 THE 세계 대학 랭킹에서 영국의 케임브리지 대학교와 함께 공동 3위를 차지한 바 있다.
이러한 우수 교육･연구기관의 유치는 경제자유구역을 산학연 혁신 생태계로 조성함으로써 4차 산업시대의 첨단산업 발전과 외국인 투자유치를 활성화하는 핵심 동력이 될 것으로 기대된다.
2023년 봄학기 기준으로 전세계 46개국 3,941명의 학생들이 수학하고 있으며, 그간 1,400여명의 졸업생이 배출되어 구글, 메타, 아마존, SK바이오, 셀트리온, 삼성전자, LG전자, KPMG 등 국내･외 우수 기업으로 취업하여 83%의 높은 취업률을 기록하고 있다.
2023년, 설립 12년차인 인천글로벌캠퍼스가 국내외에 알려지면서 재학생이 꾸준히 늘고 있다. 2024년 봄학기 학생 수가 4,225명을 기록해 2023년 가을학기 3,890명에 비해 335명 증가하였다. 학생 충원율은 87.7％에서 94.1％로 6.4％p 상승했다.(관련기사)
- 글로벌 일류 기업 취업 기회
- 외국 명문대학 홈캠퍼스와 동일한 학위 수여
- 홈캠퍼스와 동일한 커리큘럼으로 수업
- 외국유학대비 절반에 가까운 학비 및 생활비
- 홈캠퍼스에서 직접 파견한 교수진
- 재학중 1~2학기 홈캠퍼스에서 수학
- 연합캠퍼스를 통한 글로벌 인적 네트워크 확보

2012년 입주 첫 해, 47명으로 시작하였던 학생은 지난 9년간의 운영을 통하여 2024년도 4,225명으로 증가하였고, 전체 정원 94.1%의
학생 충원율을 달성하였다.
인천글로벌캠퍼스 입주대학(5개) 학과 및 특장점
겐트대학교 글로벌캠퍼스,유타대학교 아시아캠퍼스, 한국뉴욕주립대학교, 한국조지메이슨대학교
| 대학교명(가나다순)      | 개설학부 | 유명동문 | 졸업 후 진로(취업 현황)                                                                                               |
| 겐트대학교 글로벌캠퍼스 | 분자생명공학과 (학부) 환경공학과 (학부) 식품공학과 (학부) | - 자크 로게(전 국제올림픽위원회 위원장) - 코르네유하이만스(생리학자, 노벨의학상 수상) - 이브 르테름(정치인, 전 벨기에 총리) - 디르크프리모우트(천체 물리학자) - 마크 반 몽테규(분자생물학자, 세계식량상수상) - 로버트 카일리아우(World Wide Web 개발자) | - 베링거잉게레하임 - 스위스연방공과대학 - 얀센백신 - 영국임페리얼칼리지 - SK 바이오사이언스 - 네덜란드델프트공과대학  |
| 유타대학교 아시아캠퍼스 | 신문방송학과 (학부) 심리학과 (학부) 영화영상학과 (학부) 도시계획학과 (학부) 전기컴퓨터공학과 (학부) 회계학과 (학부) 정보시스템학과 (학부) 게임학과 (학부)                                                                        | - 정이삭(해외 수상작 영화 '미나리' 감독) - 에드윈 캐트멀(픽사 에니메이션 공동설립자) - 존 워녹(어도비 공동 창립자 및 전 회장) - 윌러드 메리어트(메리어트 창립자) | - 코넬대학 - 모건스탠리 - 존스홉킨스대학 - 한미약품 - 유엔글로벌콤팩트 - 바이엘 - MBO - 중앙일보 - SM Entertainmnt    |
| 한국뉴욕주립대학교      | 〈스토니브룩 대학교〉 기술경영학과 (학부 및 대학원) 컴퓨터과학과 (학부 및 대학원) 기계공학과 (학부 및 대학원) 응용수학통계학과(학부 및 대학원) 경영학과 (학부) 전자정보공학과 〈뉴욕패션기술대학교〉 패션디자인학과 패션경영학과 | <스토니브룩 대학교> - 오 명(대한민국 전 부총리) - 이현순(두산그룹 부회장) - 제프 라스킨(애플 매킨토시 인터페이스 개발자) - 패트리샤 커윙즈(미국 최초 여성우주비행사) - 리차드 겔폰드(IMAX 대표이사) <뉴욕패션기술대학교> - 마이클 코어스(마이클 코어스 창립자, 디자이너) - 캘빈 클라인(캘빈 클라인 창립자, 디자이너) - 니나 가르시아(잡지 '엘르' 편집장) - 조이 허펠(폴로 랄프로렌 대표) | - 구글 - 삼성전자 - 메타 - 마이크로소프트 - 화이자 - GM - 한화 - 셀트리온 - 아마존 - LG 전자                          |
| 한국조지메이슨대학교    | 경제학과 (학부) 국제학과 (학부) 경영학과 (학부) 분쟁분석 및 해결학과 (학부) 컴퓨터 게임 디자인학과 (학부) 데이터과학과 (학부 및 대학원)                                                                                          | - 제임스M. 뷰캐넌(노벨 경제학상 수상) - 버논 스미스(노벨 경제학상 수상) - 타일러 코웬('The Economist'지 선정, "최근 10년 간 가장 영향력 있는 경제학자) | - Deloitte - UNOSD - P&G - 삼성바이오 - KPMG - 3M, ESCAP - 우리은행 - 포스텍 - 선더버드 경영대학원 - 런던정치경제대학 |

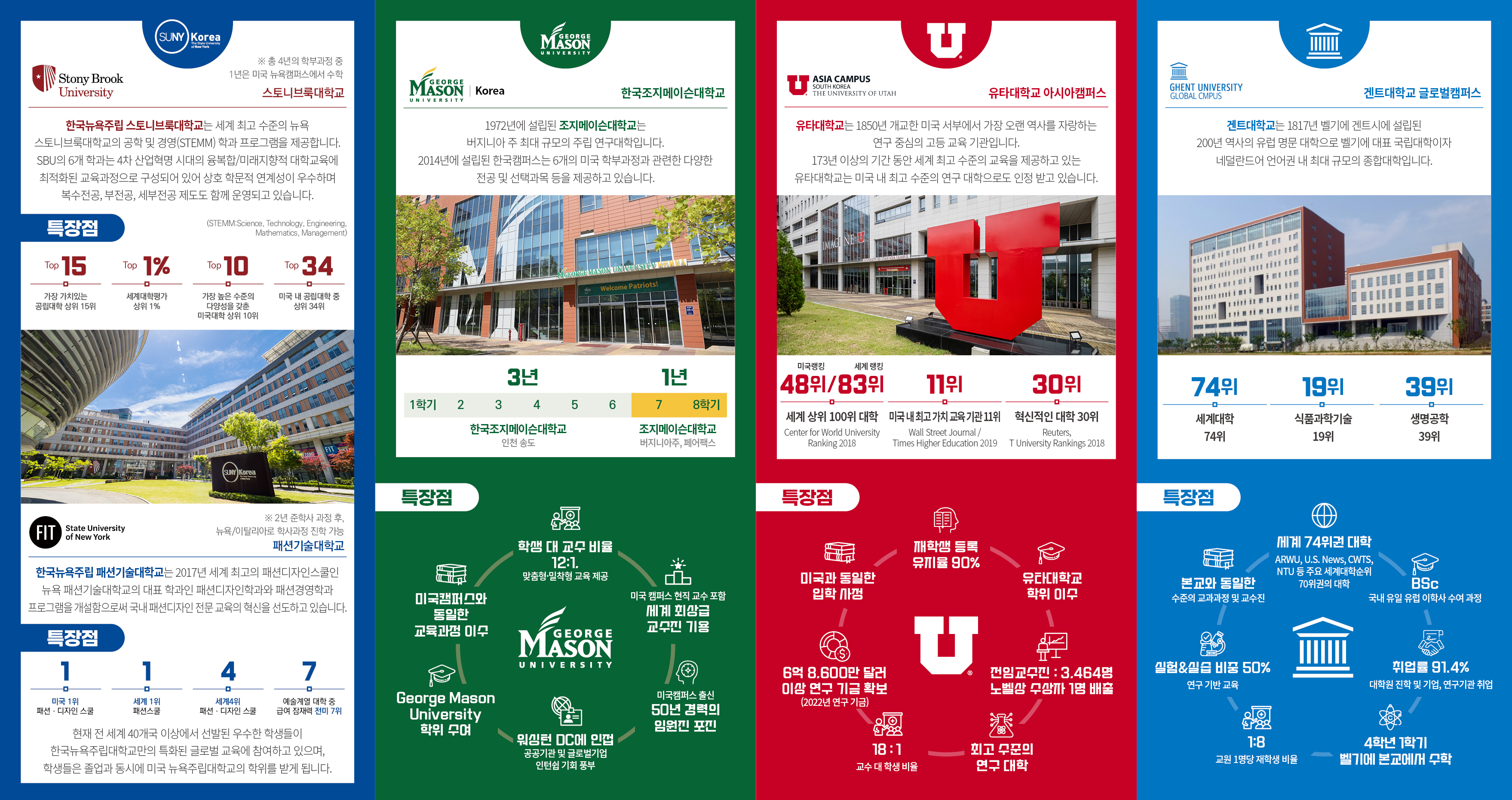
인천글로벌캠퍼스 입주대학(5개) 특장점

## 캠퍼스 시설
- 공용시설 : 중앙도서관, IT 센터, 건강센터, 소강당, 세미나실, 전시관
- 체육시설 : 체육관, 수영장, 탁구장, 당구장
- 학생식당, 대강당, 생활관(1, 2인실), 게스트하우스
- 편의시설(이마트24, 나눔카페, 잇츠네이쳐(베이커리), 인쇄 업체 등)

## 인천글로벌캠퍼스 조성 배경
인천글로벌캠퍼스는 ‘세계 수준의 글로벌 교육허브’로서 우리나라 교육혁신과 경제, 산업, 문화, 예술 등 각 분야를 이끌어갈 차세대 글로벌 인재를 양성하기 위해 마련한 국가적인 사업이다. IGC가 위치하는 인천 송도는 세계 3개 교역권의 하나로 부상된 동북아 지역의 중심에 위치하고 있으며, 세계인구의 약 30%(25억명)를 대상으로 1일 비즈니스가 가능하다. 또한, 비행거리 3시간 내 인구 100만 이상 도시 147여개가 위치하고 있어 지정학적 경쟁력을 가지고 있다.

## 역사
인천글로벌캠퍼스는 세계적인 글로벌수준의 대학교 10개교이상을 유치하며 1만명이상의 학부생의 학업을 계획 및 추진중이다.
한편 현재 인천글로벌캠퍼스내의 명문대학교중 하나인 겐트 대학교 글로벌캠퍼스는 IGC(인천글로벌캠퍼스) 내의 유일한 유럽 대학이다. 200년 전통의 생명과학 분야를 선도하는 벨기에 1위 종합대학이다. 2012년 2월 21일 인천글로벌캠퍼스운영재단이 설립되었으며, 같은 해 3월 3일 한국뉴욕주립대학교 스토니브룩대학교가 개교하였다. 2014년 3월 10일, 한국조지메이슨대학교가 개교하였고, 같은 해 9월 1일 겐트대학교 글로벌캠퍼스, 유타대학교 아시아캠퍼스가 개교하였다. 2017년 8월 25일에는 한국뉴욕주립대학교 패션기술대학이 개교하였으며, 2021년 6월 3일 한국스탠포드센터가 IGC에 개소하였다.
- 미션: 세계 수준의 글로벌 교육허브로서 외국교육연구기관 유치, 설립 지원 및 입주대학 운영지원
- 비전: 세계 수준의 글로벌 교육허브 조성
- 핵심가치: I(Integrity) 청렴성, G(Globalization) 글로벌마인드, C(Communication) 소통, 상생, F(Flexibility) 유연성